# SS-Fallschirmjäger-Bataillon 500
Das SS-Fallschirmjäger-Bataillon 500 (kurz: SS-Fsjg.-Batl. 500; ab Oktober 1944 SS-Fallschirmjäger-Bataillon 600) war die einzige Luftlandeeinheit der Waffen-SS und ein sogenanntes „Bewährungsbataillon“. Es handelte sich um eine SS-Spezialeinheit zur Niederschlagung des bewaffneten Widerstands gegen das NS-Besatzungsregime (sogenannte „Partisanenbekämpfung“).

## Entstehung und Ausbildung
Das Bataillon wurde aufgrund einer Verfügung des SS-Führungshauptamts vom 6. September 1943 in Chlum u Vlašimi im besetzten Böhmen aufgestellt. Es war eine „Bewährungseinheit“ der Waffen-SS und bestand zunächst zu großen Teilen aus straffällig gewordenen SS-Angehörigen des Strafvollzugslagers der SS und Polizei Danzig-Matzkau.
Erster Kommandeur war der SS-Sturmbannführer Herbert Gilhofer. Ab November 1943 erfolgte die Sprungausbildung an der Luftwaffen-Fallschirmschule III in Mataruška Banja bei Kraljevo (Serbien) und in Pápa (Ungarn). Gleichzeitig wurde die Einheit zur Niederschlagung des bewaffneten Widerstands gegen die deutsche Besatzung eingesetzt.

## Kriegseinsatz

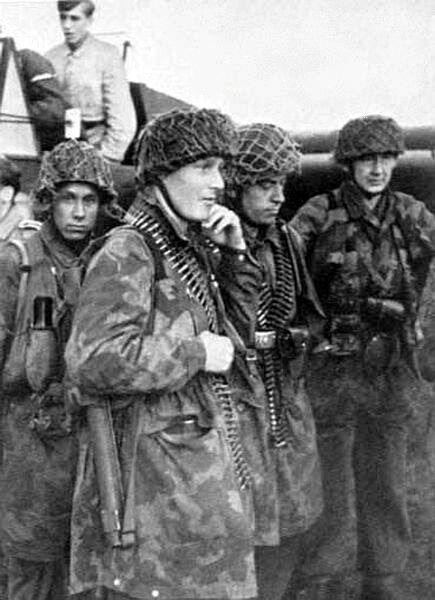
Soldaten des Bataillons bereiten sich auf Unternehmen Rösselsprung vor (Frühjahr 1944)

Ende Mai 1944 war die Einheit an der Kommandoaktion Unternehmen Rösselsprung beteiligt, mit der die Führung des jugoslawischen Widerstands um Josip Broz Tito in ihrem Hauptquartier zerschlagen werden sollte. Zu diesem Zeitpunkt bestand sie aus etwa 900 bis 1000 Offizieren und Mannschaften, von denen 634 eingesetzt wurden.
Aufgrund der zu geringen Stärke der SS-Truppe waren dem Bataillon für die Aktion zwei Kompanien Fallschirmjäger der Luftwaffe, die zur 1. Fallschirmjäger-Division gehörten, zugeteilt worden. Unter dem Kommando von SS-Hauptsturmführer Kurt Rybka (1917–1957) landete die erste Welle nach einem Luftwaffenbombardement auf offenem Grund der Stadt Drvar. Die zweite Welle verfehlte ihr Ziel und landete mehrere Kilometer außerhalb der Stadt. Bevor die deutschen Truppen auch nur das Höhlensystem lokalisieren konnten, in dem sich die jugoslawische Führung („Oberster Stab“) und die britischen, sowjetischen und US-amerikanischen Militärmissionen aufhielten, erfolgte massive britische Luftunterstützung für die Widerstandskämpfer und ein sie entlastendes britisches Landungsunternehmen gegen die Insel Brač, so dass die Angehörigen des Hauptquartiers und ihre Alliierten Zeit und Gelegenheit hatten, weitgehend unbemerkt nach ihrem Abmarsch mit dem Zug nach Jajce zu entweichen, während die SS-Truppe faktisch aufgerieben wurde.
Während der Kämpfe in Drvar, das zunächst nur unzureichend verteidigt werden konnte, ging das SS-Bataillon „mit allergrößter Härte“ vor. Nachdem die Stadt in deutscher Hand war, wurde, wer noch Widerstand leistete, umgehend erschossen. Ebenso wurden „offenbar sämtliche Bewohner der Häuser (erschossen)“, in denen die alliierten Missionen residiert hatten. Die Gefangenen wurden zum Teil zum Verwundetentransport und zum Schleppen von Munition gezwungen, wobei die Verwundeten zum Friedhof gebracht wurden. Nach jugoslawischen Angaben wurden beim „Durchkämmen“ von Drvar nach versteckten Widerstandskämpfern „zahlreiche Zivilisten ermordet, darunter auch Frauen und Kinder“. Zum Einsatz gehörten „brutale“ Befragungen der jugoslawischen Landbevölkerung „von Haus zu Haus“. Mindestens 6000 in der deutschen Literatur summarisch als angebliche „Partisanen“ kategorisierte Menschen fielen dem Angriff zum Opfer. Nachdem starke zusätzliche jugoslawische Widerstandskräfte zugezogen werden konnten, endete das deutsche Kommandounternehmen in wenigen Stunden. Die Deutschen wurden nahezu vollständig auf dem Friedhof von Drvar eingeschlossen; die dort Überlebenden konnten sich nur mit Mühe retten. Rybka, Leiter des Unternehmens Rösselsprung, wurde verwundet und am Ende in dem Kleinflugzeug, das zum Abtransport Titos vorgesehen gewesen war, ausgeflogen.
Nach diesem Fehlschlag wurden die von SS-Hauptsturmführer Siegfried Milius (1916?–1992) geführten 292 Überlebenden – nur 250 von ihnen waren noch kampffähig – in Ljubljana reorganisiert. Ende Juni 1944 wurde die Einheit ins westpreußische Gotenhafen (Gdynia) abkommandiert, wo sie bei der geplanten Eroberung der von Finnland kontrollierten Åland-Inseln als Infanterietruppe eingesetzt werden sollten. Als dieser Plan (Unternehmen Tanne Ost) aufgegeben werden musste, wurden sie zur Unterstützung des III. SS-Panzerkorps nach Narva geschickt, im Juli jedoch nach Kaunas beordert, um von dort aus gemeinsam mit der Division Großdeutschland die eingeschlossenen deutschen Truppen in Vilnius zu befreien. Das Unternehmen gelang zwar, insofern die letzten deutschen Soldaten Vilnius am 14. Juli verlassen konnten. Von den 260 in Vilnius eingesetzten SS-Fallschirmjägern überlebten nur knapp 70.

## SS-Fallschirmjäger-Bataillon 600
Am 1. Oktober 1944 wurde das SS-Fallschirmjäger-Bataillon 500 aufgelöst. Die etwa 90 Überlebenden wurden nach Deutsch-Wagram verlegt, wo sie in das neuaufgestellte SS-Fallschirmjäger-Bataillon 600 (kurz: SS-Fsjg.-Batl. 600) eingegliedert wurden. Teile des Bataillons wurden bereits kurz darauf in Ungarn bei dem „Unternehmen Panzerfaust“ eingesetzt, das verhindern sollte, dass Reichsverweser Admiral Miklós Horthy einen ungarischen Waffenstillstand mit der Sowjetunion vereinbarte. Ein Kommando entführte am 15. Oktober 1944 den Sohn Niklaus von Horthy und erpresste damit die Abdankung des Vaters.
Im weiteren Verlauf wurde das Bataillon einen Monat lang in Neustrelitz reorganisiert und auf etwa 1000 Mann aufgefüllt. Am 10. November 1944 wurde es in die SS-Jagdverbände eingegliedert. Teile des Bataillons wurden im Dezember 1944 Otto Skorzenys Panzerbrigade 150 unterstellt, die das Unternehmen Greif während der Ardennenoffensive durchführen sollte. Es handelte sich um den Versuch, mittels einer als US-Einheit eingekleideten und ausgestatteten Gruppe hinter der Front in den alliierten Reihen Unruhe zu stiften. Die Absicht war allerdings frühzeitig den US-Stellen bekannt. Das „spektakuläre Kostümstück am Rande der Ardennen-Offensive“ bzw. die „verzweifelte Arabeske“ (Klaus-Dietmar Henke) missglückte im ersten Anlauf vollständig, ein zweiter blieb bei hohen Verlusten ohne nennenswerte Auswirkungen.
Die verbliebenen Einheiten des Bataillons wurden in Norddeutschland in Rückzugsgefechte verwickelt. Am Ende war das SS-Fallschirmjäger-Bataillon 500/600 nach einer Existenzdauer von nur achtzehn Monaten praktisch komplett ausgelöscht. Anfang Mai 1945 ergaben sich die Reste des Bataillons amerikanischen Truppen in Nordniedersachsen, im Raum des Weserdreieck.

## Kriegsverbrechen
Das Fallschirmjäger-Bataillon 500 war überwiegend gegen Widerstandskämpfer und gegen die Zivilbevölkerung eingesetzt. Dabei soll die Einheit Erschießungen von Frauen und Kindern vorgenommen, ferner bei der Behandlung von Gefangenen gegen die Genfer Konventionen  verstoßen haben, beispielsweise 1944 bei ihrem Einsatz in Jugoslawien.
In der regionalen Bevölkerung des Schauplatzes der „Aktion Rösselsprung“ existieren zahlreiche Berichte über deutsche Grausamkeiten gegen die Zivilbevölkerung bis hin zum Niederbrennen von Häusern mit den Bewohnern.
Von Ermittlungen, Verfahren und Urteilen gegen Angehörige der Einheiten 500 und 600 nach Ende des Nationalsozialismus ist nichts bekannt.

## Zur Quellenlage
Monografien zu dieser SS-Einheit existieren nur aus der Feder von Autoren, die auch im Rechtsextremismus zustimmend aufgenommen oder dort verlegt werden. Eine fachliche Anerkennung als Zeithistoriker ist bei ihnen nicht erkennbar. Eine positive Rezeption ihrer Schriften durch die seriöse Zeitgeschichtsschreibung gibt es nicht.